# Macrojoppa polysticta
Macrojoppa polysticta är en stekelart som beskrevs av Joseph Kriechbaumer 1898. Macrojoppa polysticta ingår i släktet Macrojoppa och familjen brokparasitsteklar. Inga underarter finns listade i Catalogue of Life.